# Рот-ан-дер-Оур
Рот-ан-дер-Оур (нім. Roth an der Our) — громада в Німеччині, розташована в землі Рейнланд-Пфальц. Входить до складу району Бітбург-Прюм. Складова частина об'єднання громад Зюдайфель.
Площа — 1,90 км2. Населення становить 220 ос. (станом на 31 грудня 2020).

## Галерея

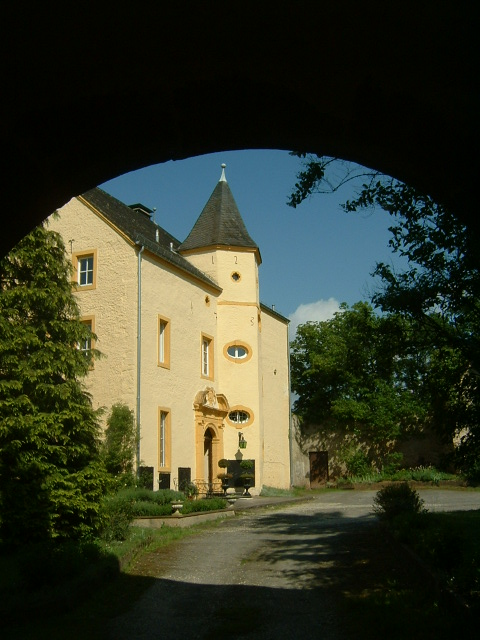
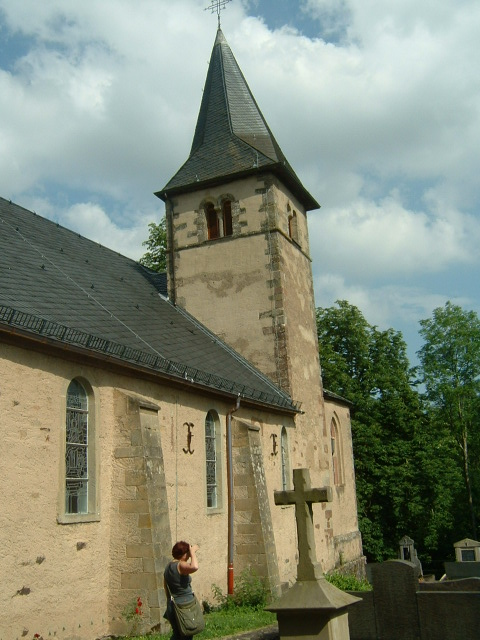
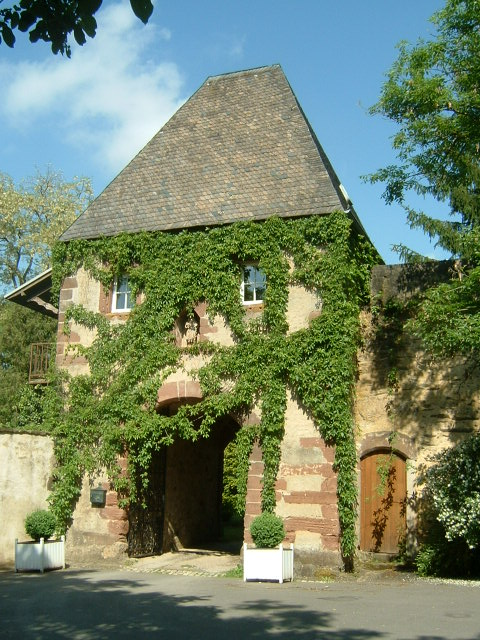
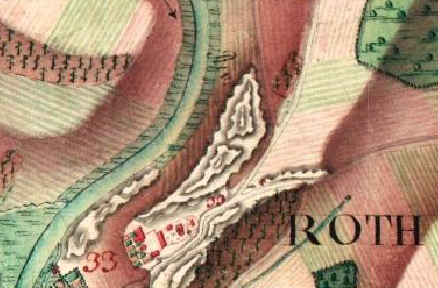
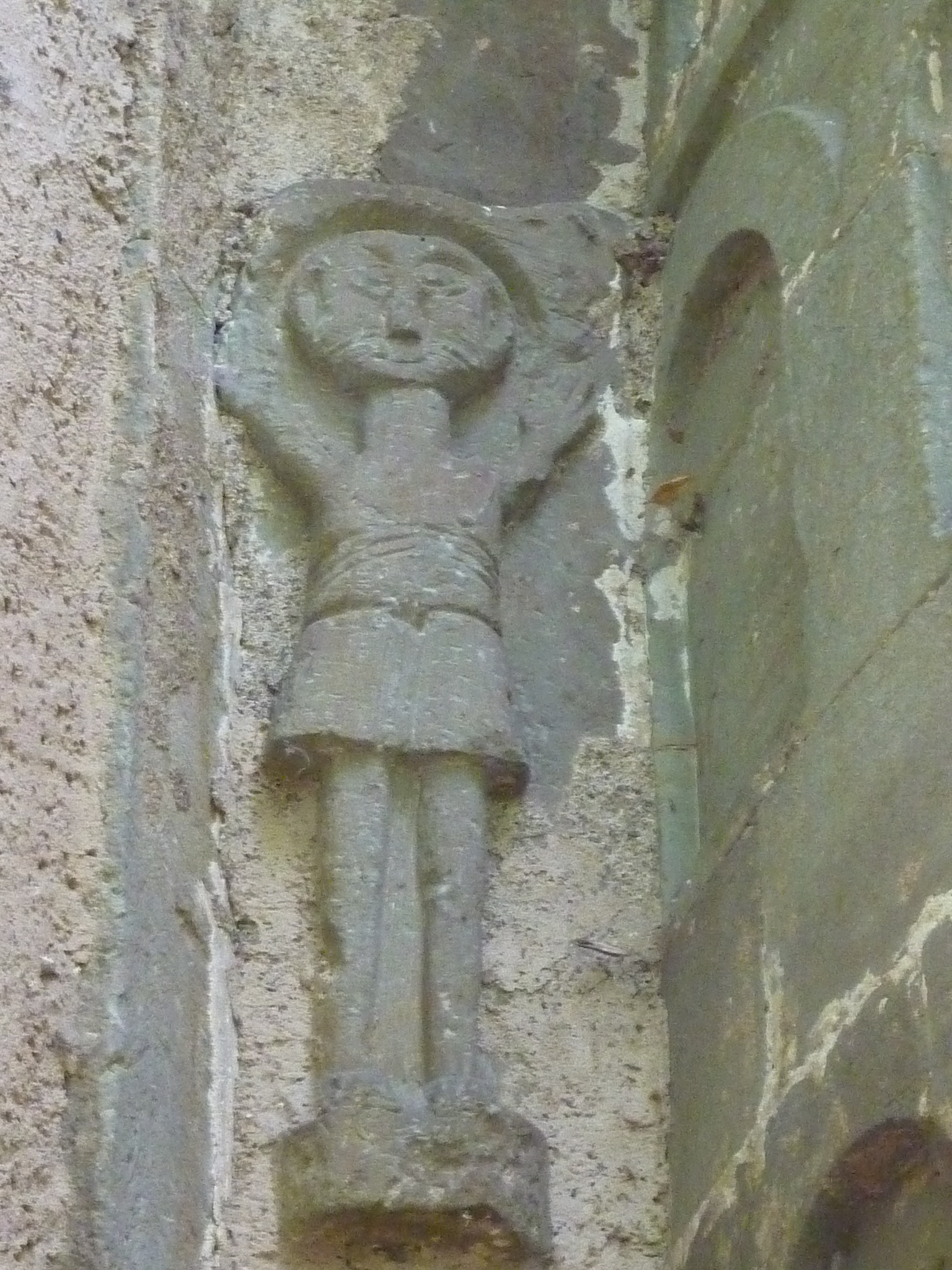